# James Bernard (2e comte de Bandon)
James Bernard, 2e comte de Bandon (14 juin 1785 - 31 octobre 1856) titré « vicomte Bernard » (entre 1800 et 1830) est un homme politique et pair anglo-irlandais.

## Biographie
Il est le fils de Francis Bernard (1er comte de Bandon) et de son épouse, Catherine Henrietta Boyle, fille de Richard Boyle (2e comte de Shannon). Il fait ses études au St John's College, à Cambridge.
Il est décédé au Château Bernard à l'âge de 71 ans.
Il épouse Mary Susan Albinia Brodrick, fille du révérend Charles Brodrick, archevêque de Cashel, le 13 mars 1809, à la cathédrale de Cashel. Son fils Francis Bernard (3e comte de Bandon) lui succède.

## Famille
Il épouse, le 12 février 1784, Mary Susan Albinia Brodrick (1787-1870), fille de Charles Brodrick et de Mary Woodward. Ils ont cinq enfants.
- Francis Bernard, 3e comte de Bandon (3 janvier 1810 - 17 février 1877) épouse Catherine Mary Whitmore (1811 - 15 décembre 1873), dont descendance ;
- Charles Bernard (4 janvier 1811 - 31 janvier 1890) épouse Jane Grace Dorothea Evans-Freke (1810 - 5 juin 1892), dont descendance ;
- Henry Boyle Bernard (6 janvier 1812 - 14 mars 1895) épouse Matilda Sophia Turner (24 septembre 1829 - 23 octobre 1892), sans descendance ;
- Catherine Henrietta Bernard (1814 - 20 juin 1887), célibataire, sans enfants ;
- Charles Bernard (11 juin 1815 - 7 novembre 1815), célibataire, sans enfants.